# Giampaolo Cheula
Giampaolo Cheula (født 23. maj 1979 i Premosello-Chiovenda) er en italiensk tidligere professionel landevejscykelrytter.